# یوری تومپو
یوری تومپو (استونیایی: Jüri Toomepuu؛ زادهٔ ۱ ژانویهٔ ۱۹۳۰) سیاستمدار و نماینده سابق مجلس اهل استونی است.